# أوتو أفيو كونسترزيوني 815
أوتو أفيو كونسترزيوني 815 (بالإيطالية: Auto Avio Costruzioni 815)‏ ، هي سيارة رياضية صنعت عام 1940م.